# U 522 (Kriegsmarine)
De U 522 was een U-boot van de IX C-klasse van de Duitse Kriegsmarine tijdens de Tweede Wereldoorlog. Hij werd tot zijn ondergang gecommandeerd door Kapitänleutnant Herbert Schneider.

## Geschiedenis
De U 522 begon zijn training bij de 4. Unterseebootsflottille op 11 juni 1942 en werd gecommandeerd door Kptlt. Herbert Schneider. Na het voltooien van zijn training werd hij op 1 oktober 1942 overgeplaatst naar de 2. Unterseebootsflottille.
De U 522 heeft twee patrouilles uitgevoerd van 1 oktober 1942 tot zijn ondergang op 23 februari 1943, waarin hij zeven schepen met in totaal 45.826 brutotonnage tot zinken bracht en twee schepen beschadigde. Op 23 februari 1943 werd hij ten zuidwesten van Madeira, op positie 31° 27′ 0″ NB, 26° 22′ 0″ WL, tot zinken gebracht door dieptebommen van de Britse kustwachtvaarder HMS Totland. Alle 51 bemanningsleden kwamen hierbij om het leven.